# Lutzomyia duppyorum
Lutzomyia duppyorum är en tvåvingeart som först beskrevs av Fairchild G. B., Trapido H. 1950.  Lutzomyia duppyorum ingår i släktet Lutzomyia och familjen fjärilsmyggor.
Artens utbredningsområde är Jamaica. Inga underarter finns listade i Catalogue of Life.